# Una (rivière)
Pour les articles homonymes, voir Una.
L'Una est une rivière qui s'écoule en Croatie et à l'ouest de la Bosnie-Herzégovine. La rivière, qui est un affluent de la Save, joue par endroits le rôle de frontière entre les deux pays. 

## Géographie
Le bassin de la rivière, qui fait partie du bassin du fleuve Danube, couvre une superficie de 10 400 km2 et accueille environ un million d'habitants.

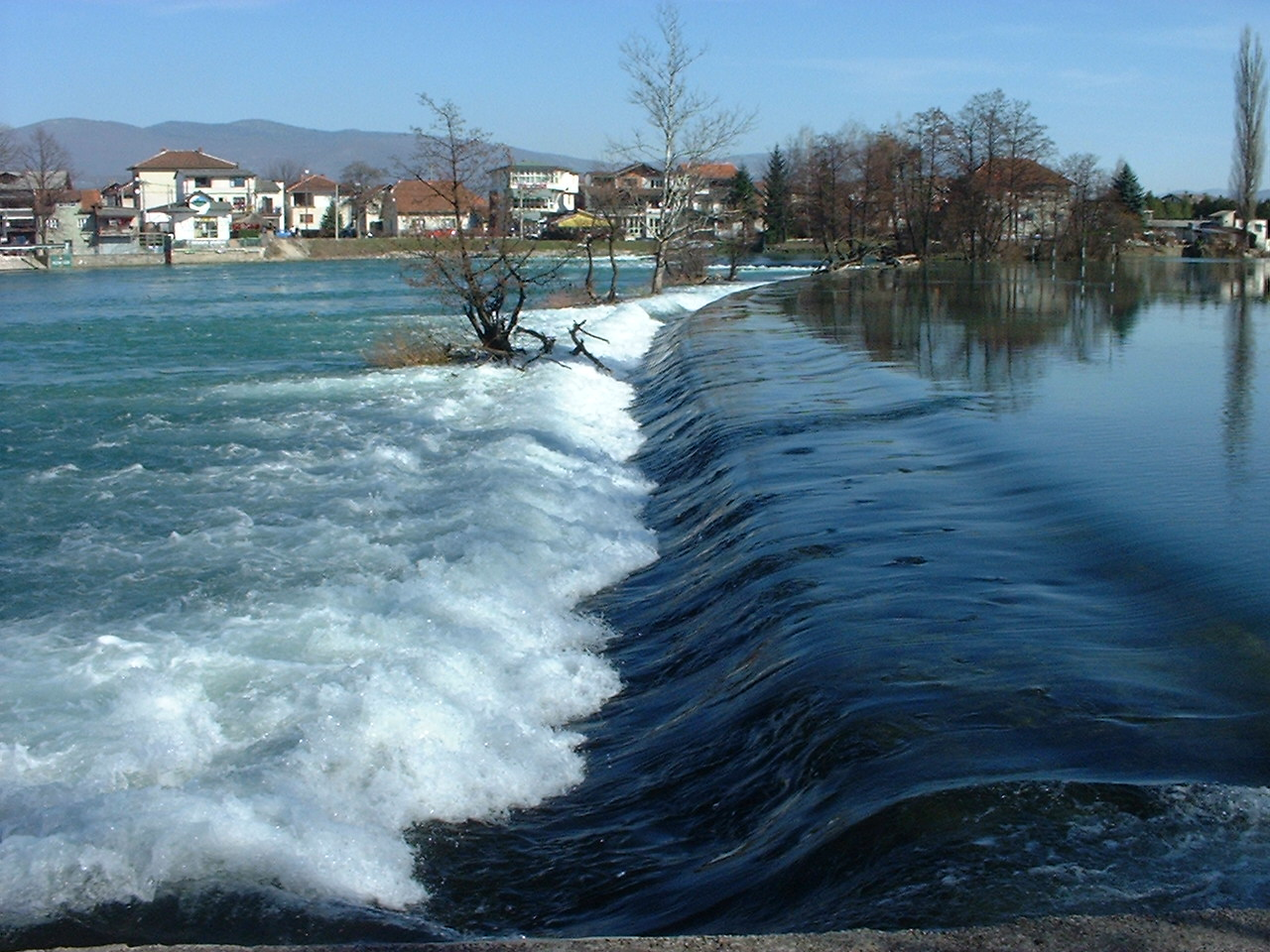
La rivière Una près de Bihać.

La rivière prend sa source au nord-est de la montagne Croate de Stražbenica qui fait partie des Alpes dinariques. Elle s'écoule ensuite à travers les localités de Martin Brod, Kulen Vakuf, Ripac, Bihać, Bosanska Krupa, Bosanska Otoka, Novi Grad (Bosanski Novi), Kostajnica et Dubica. Elle se jette dans la rivière Save près de la localité de Jasenovac. Ses affluents principaux sont les rivières Unac, Sana, Klokot et Krušnica.

## Écologie
Plus de 170 espèces d'herbes médicinales poussent à proximité de la rivière. On y trouve ainsi la fleur rare Campanula unensis qui tire l'origine de son nom dans celui de la rivière. La rivière abrite également 28 espèces de poissons dont le plus grand est le huchon, un saumon du bassin du Danube.